# Dodecaedru pentakis

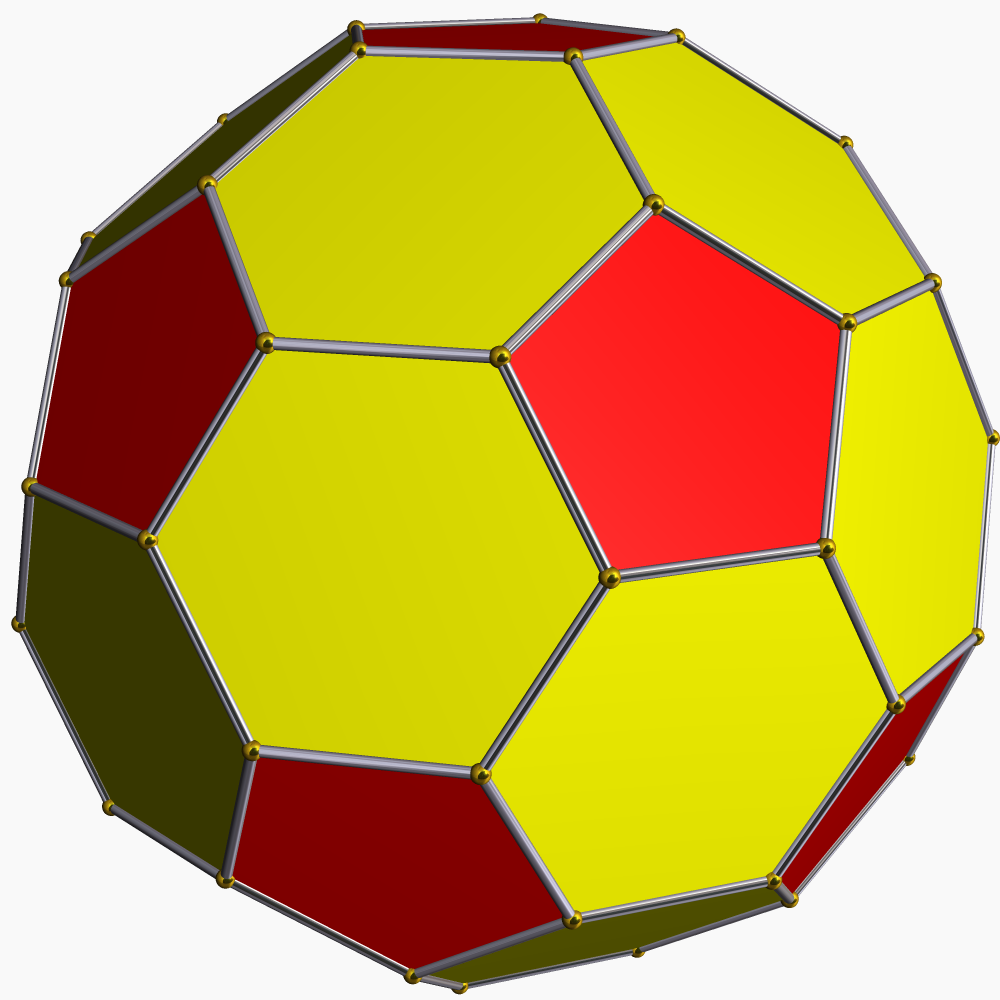
Dual: Icosaedru trunchiat

În geometrie un dodecaedru pentakis este un poliedru Catalan cu 60 de fețe. Fiecare poliedru Catalan este dualul unui poliedru arhimedic. Dualul dodecaedrului pentakis este icosaedrul trunchiat. Este tranzitiv pe fețe. 

## Coordonate carteziene și dimensiuni
Fie {\displaystyle \varphi } secțiunea de aur. Cele 12 puncte date de {\displaystyle (0,\pm 1,\pm \varphi )} și permutările ciclice ale acestor coordonate sunt vârfurile unui icosaedru regulat. Dualul său, dodecaedrul regulat, ale cărui laturi intersectează pe cele ale icosaedrului în unghi drept, are ca vârfuri punctele {\displaystyle (\pm 1,\pm 1,\pm 1)} împreună cu punctele {\displaystyle (\pm \varphi ,\pm 1/\varphi ,0)} și permutările ciclice ale acestor coordonate. Înmulțind toate coordonatele acestui icosaedru cu factorul {\displaystyle (3\varphi +12)/19\approx 0,887\,057\,998\,22} se obține un icosaedru ceva mai mic. Cele 12 vârfuri ale acestui icosaedru, împreună cu vârfurile dodecaedrului, sunt vârfurile unui dodecaedru pentakis centrat în origine. Lungimea laturilor sale lungi este de {\displaystyle 2\varphi }. Fețele sale sunt triunghiuri isoscele ascuțite cu unghiul apexului de {\displaystyle \arccos((-8+9\varphi )/18)\approx 68,618\,720\,931\,19^{\circ }} și cele două de la bază de {\displaystyle \arccos((5-\phi )/6)\approx 55,690\,639\,534\,41^{\circ }}. Raportul lungimilor laturilor lungi și scurte ale acestor triunghiuri este {\displaystyle (5-\varphi )/3\approx 1,127\,322\,003\,75}.

## Proiecții ortogonale
Dodecaedrul pentakis are trei proiecții ortogonale particulare: una pe mijlocul laturilor și două pe vârfuri.
| Simetrie proiectivă | [2] | [6] | [10] |
| Imagini             |     |     |      |
| Imagini duale       |     |     |      |

|                                                                                       |  |
| Un dodecaedru pentakis (stânga) cu piramide inversate (dreapta) are aceeași suprafață |  |

## Dodecaedrul pentakis concav
Un dodecaedru pentakis concav are piramide inversate pe fețele pentagonale ale dodecaedrului.

## Poliedre înrudite

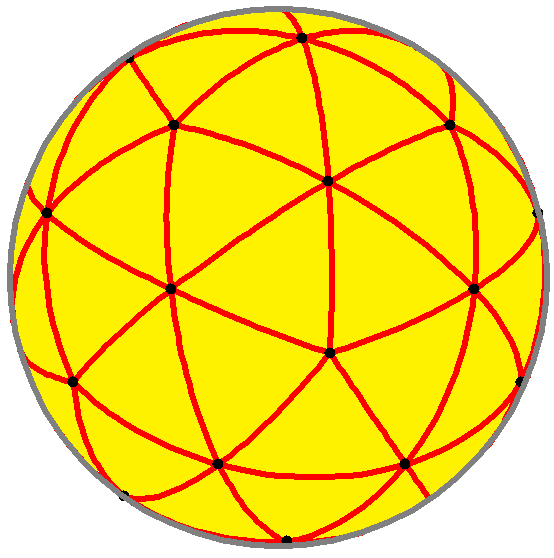
Dodecaedru pentakis sferic

| Familia de poliedre icosaedrice uniforme | Familia de poliedre icosaedrice uniforme | Familia de poliedre icosaedrice uniforme | Familia de poliedre icosaedrice uniforme | Familia de poliedre icosaedrice uniforme | Familia de poliedre icosaedrice uniforme | Familia de poliedre icosaedrice uniforme | Familia de poliedre icosaedrice uniforme |
| Simetrie: [5,3], (*532)                  | Simetrie: [5,3], (*532)                  | Simetrie: [5,3], (*532)                  | Simetrie: [5,3], (*532)                  | Simetrie: [5,3], (*532)                  | Simetrie: [5,3], (*532)                  | Simetrie: [5,3], (*532)                  | [5,3]+, (532)                            |
| ---------------------------------------- | ---------------------------------------- | ---------------------------------------- | ---------------------------------------- | ---------------------------------------- | ---------------------------------------- | ---------------------------------------- | ---------------------------------------- |
|                                          |                                          |                                          |                                          |                                          |                                          |                                          |                                          |
|                                          |                                          |                                          |                                          |                                          |                                          |                                          |                                          |
| {5,3}                                    | t{5,3}                                   | r{5,3}                                   | t{3,5}                                   | {3,5}                                    | rr{5,3}                                  | tr{5,3}                                  | sr{5,3}                                  |
| Duale ale poliedrelor uniforme           |                                          |                                          |                                          |                                          |                                          |                                          |                                          |
|                                          |                                          |                                          | Fișier:PentakisDodecahedron.svg          |                                          |                                          |                                          |                                          |
| V5.5.5                                   | V3.10.10                                 | V3.5.3.5                                 | V5.6.6                                   | V3.3.3.3.3                               | V3.4.5.4                                 | V4.6.10                                  | V3.3.3.3.5                               |

| Variante de simetrii *n32 ale pavărilor trunchiate: n.6.6 | Variante de simetrii *n32 ale pavărilor trunchiate: n.6.6 | Variante de simetrii *n32 ale pavărilor trunchiate: n.6.6 | Variante de simetrii *n32 ale pavărilor trunchiate: n.6.6 | Variante de simetrii *n32 ale pavărilor trunchiate: n.6.6 | Variante de simetrii *n32 ale pavărilor trunchiate: n.6.6 | Variante de simetrii *n32 ale pavărilor trunchiate: n.6.6 | Variante de simetrii *n32 ale pavărilor trunchiate: n.6.6 | Variante de simetrii *n32 ale pavărilor trunchiate: n.6.6 | Variante de simetrii *n32 ale pavărilor trunchiate: n.6.6 | Variante de simetrii *n32 ale pavărilor trunchiate: n.6.6 | Variante de simetrii *n32 ale pavărilor trunchiate: n.6.6 |                        |
| Sim. *n42 [n,3]                                           | Sferică                                                   | Sferică                                                   | Sferică                                                   | Sferică                                                   | Euclid.                                                   | Compactă                                                  | Compactă                                                  | Paracomp.                                                 | Hiperbolică necompactă                                    | Hiperbolică necompactă                                    | Hiperbolică necompactă                                    | Hiperbolică necompactă |
| Sim. *n42 [n,3]                                           | *232 [2,3]                                                | *332 [3,3]                                                | *432 [4,3]                                                | *532 [5,3]                                                | *632 [6,3]                                                | *732 [7,3]                                                | *832 [8,3]...                                             | *∞32 [∞,3]                                                | [12i,3]                                                   | [9i,3]                                                    | [6i,3]                                                    |                        |
| --------------------------------------------------------- | --------------------------------------------------------- | --------------------------------------------------------- | --------------------------------------------------------- | --------------------------------------------------------- | --------------------------------------------------------- | --------------------------------------------------------- | --------------------------------------------------------- | --------------------------------------------------------- | --------------------------------------------------------- | --------------------------------------------------------- | --------------------------------------------------------- | ---------------------- |
| Figuri trunchiate                                         |                                                           |                                                           |                                                           |                                                           |                                                           |                                                           |                                                           |                                                           |                                                           |                                                           |                                                           |                        |
| Config.                                                   | 2.6.6                                                     | 3.6.6                                                     | 4.6.6                                                     | 5.6.6                                                     | 6.6.6                                                     | 7.6.6                                                     | 8.6.6                                                     | ∞.6.6                                                     | 12i.6.6                                                   | 9i.6.6                                                    | 6i.6.6                                                    |                        |
| Figuri n-kis                                              |                                                           |                                                           |                                                           |                                                           |                                                           |                                                           |                                                           |                                                           |                                                           |                                                           |                                                           |                        |
| Config.                                                   | V2.6.6                                                    | V3.6.6                                                    | V4.6.6                                                    | V5.6.6                                                    | V6.6.6                                                    | V7.6.6                                                    | V8.6.6                                                    | V∞.6.6                                                    | V12i.6.6                                                  | V9i.6.6                                                   | V6i.6.6                                                   |                        |